# أل هال
أل هال (بالإنجليزية: Al Hall)‏ هو عازف جاز أمريكي، ولد في 18 مارس 1915 في جاكسونفيل في الولايات المتحدة، وتوفي في 18 يناير 1988 في نيويورك في الولايات المتحدة.

## وصلات خارجية
- أل هال على موقع ميوزك برينز (الإنجليزية)
- أل هال على موقع أول ميوزيك (الإنجليزية)
- أل هال على موقع ديسكوغز (الإنجليزية)